# Digitális aláírás
A digitális aláírás magyar jog szerinti alkalmazásához lásd: elektronikus aláírás.
A digitális aláírás a nyílt kulcsú titkosító rendszerek egy lehetősége, amellyel a hagyományos aláírást tudjuk helyettesíteni az informatika világában.
Igazolni tudjuk az aláíró személyét, és azt, hogy a dokumentum az aláírás óta nem változott meg.
A jó digitális aláírás a hagyományos aláírás minden jó tulajdonságát hordozza, sőt ki is egészíti őket.

## Összehasonlítás
- A hagyományos aláírás lemásolható némi gyakorlással.
- A digitális aláírás a dokumentum egy jellemző kivonatát, ellenőrző összegét tartalmazza, így biztosítva azt, hogy az aláírás ne legyen átvihető más dokumentumra.
- A hagyományos aláírásnál a dokumentum az aláírás után akár módosítható is mivel az aláírás csak a papírt igazolja és a tartalmat csak áttételesen.
- A digitális változat kizárólag logikailag kapcsolódik a dokumentumhoz és az ellenőrző összeg miatt a módosítás könnyedén felfedezhető.
- A digitális aláírás csak akkor hamisítható, ha titkos, aláírásra használt kulcsot valaki megszerzi. Egyébként senki nem tud sikeresen ellenőrizhető aláírást készíteni.
- Mivel nem hamisítható, letagadhatatlan.

## Az aláírás tartalma
Az aláírás tartalmaz egy ellenőrző összeget, amihez szükség van egy MD algoritmusra (hashfüggvény) ez általában SHA-1 vagy MD5. Ez a dokumentumból egy fix hosszúságú [bit]sorozatot készít. Ehhez hozzáfűzzük az aláíró nevét vagy azonosítóját, az aláírás idejét, az MD algoritmus nevét, és amit még fontosnak tartunk.

## A létrehozás, ellenőrzés
Ezután ezt az aláíró kódolja a titkos kulcsával. Az így előállt kód csak a küldő titkos kulcsával állítható elő és csak az ő nyilvános kulcsával olvasható el.
Ezt a kódot csatolnunk kell az üzenethez és így kell elküldeni.
Ha címzett vagy akárki, aki meg akar bizonyosodni az üzenet hitelességéről, annak kell készíteni az üzenetről egy ellenőrző összeget, ugyanazzal az MD algoritmussal, amit az aláíráskor is használtak, és dekódolnia kell az aláírást a küldő nyilvános kulcsával. Az ebben található kódot össze kell hasonlítani az újjal.
Ha megegyeznek, akkor biztos lehet abban, hogy a küldő írta alá az üzenetet, és az nem változott meg mióta alá lett írva, feltételezve, hogy nem került illetéktelen kezekbe a titkos kulcs.

## Magyarországi jogi szabályozás
Az elektronikus aláírást az Európai Parlament és Tanács 910/2014 rendelete —eIDAS rendelet— szabályozza Magyarországon. Erre épül az elektronikus ügyintézésről és bizalmi szolgáltatásokról szóló 2015. évi CCXXII. törvény, mely 2016. január elsején lépett hatályba.  Ezt 2016. július 13-án a 137/2016. (VI. 13.) Kormány rendelettel módosították. A témában kiadott korábbi az 1999/93/EK irányelvet az eIDAS hatályon kívül helyezte.
Fontos jellemzők:
- Technológiafüggetlen
- Könnyen létrehozható és ellenőrizhető
- Nem hamisítható és letagadhatatlan
- Az aláírás hitelesíti a dokumentum tartalmát és az aláíró személyét
- Nyilvános kulcs személyhez kötödésének valódisága biztosított
- Elektronikus keltezés megoldása biztosított

Az EU rendelet és a törvény néhány kivételt eltekintve teljesen egyenrangúvá teszi a hagyományos aláírással annak minden jogkövetkezményével együtt, ha a digitális aláírás bizonyos feltételeknek eleget tesz. Magyarországon az elektronikus aláírásról és annak a használatáról az első elektronikus aláírást szabályozó törvény (a 2001. évi XXXV. törvény) 2001. szeptember elején lépett hatályba. A törvénytől függetlenül ezt megelőzően is használtak elektronikus aláírást, csak a jogi szabályozás nem létezett.